# 香港民主民生協進會

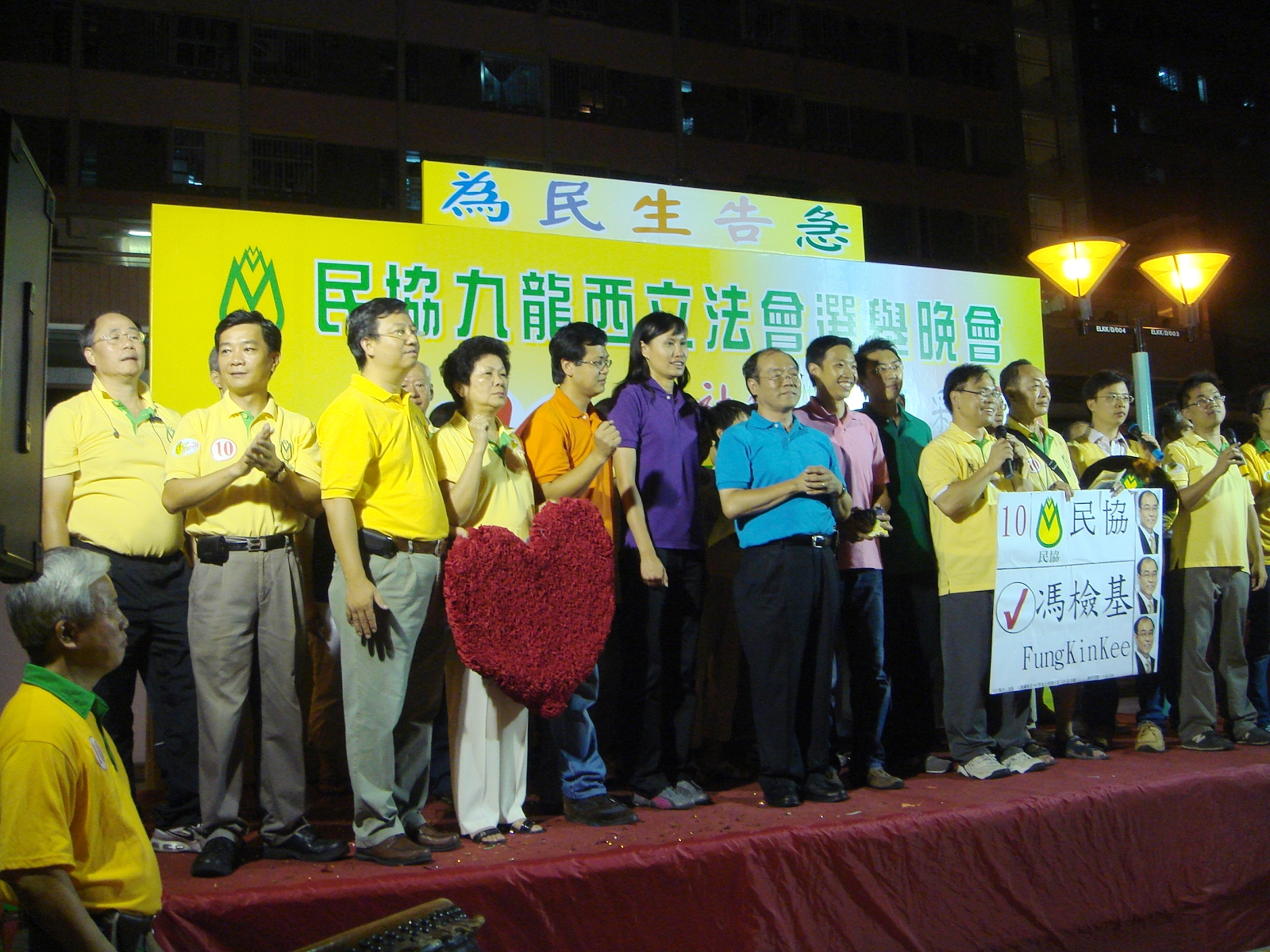
2008年香港立法會選舉民協競選活動

香港民主民生協進會（英語：Hong Kong Association for Democracy and People's Livelihood），簡稱民協（ADPL），成立於1986年10月26日，為香港首個參政的組織。最初活躍地區廣泛（包括港島區、葵青區等），其後香港主權移交、其他黨派成立，漸漸主要集中在深水埗區，故有「深水埗黨」之稱。
民協使命是「促進民主、改善民生」，致力為基層市民爭取改善生活環境。民協特色是「又傾又砌」，「傾」是主張透過談判去爭取權益，必要時亦不排除「砌」，即透過以和平方式參與社會行動爭取權益。
民協是一個「愛國愛港」的組織，成員在特區成立前後擔任過港事顧問、特區籌委會、特區第一屆政府推選委員會、臨時立法會等。所有議員於2021年「愛國者治港」原則下宣誓有效。民協其中一名指導人是香港政策研究所創辦人及主席葉國華，多年來的路線立場偏在中間，光譜極大且非常溫和。成員不少職業為註冊社工和律師，著重民生工作和地區服務，故成員退會後的政治路向分別亦大。

## 使命
「促進民主、改善民生」

### 促進民主
堅決維護香港法治，保持香港司法制度獨立，保障私有財產權，致力保障市民的基本人權和自由是民協的既定立場。在符合國家安全及香港利益的前提下，民協爭取按照基本法盡快落實行政長官及立法機關透過全面普及而平等的選舉產生。
扎根社區，服務群眾是民協的特色。民協相信實踐由下而上的社區參與模式，能對政府施政作出有效監察，且能促使政府開放更多渠道，讓市民提出更有建設性的建議，推動香港社會進步。

### 改善民生
香港繼續保持原有的資本主義制度。在維持自由市場經濟制度的前提下，民協要求政府制定和推行長遠的經濟策略，促進香港的經濟活力和競爭力，並在適當的時候，對經濟活動作出果斷介入，以維護公眾利益，收窄貧富懸殊，確保社會各階層能公平合理地分享經濟成果。
維護基層權益是本會的使命。促進政府透過建立有效的社會保障制度，以及推行積極進取的社會及房屋等政策，從而令社會資源合理分配，提升基層市民的生活質素是本會一直以來的工作。民協認為透過積極介入，財富再分配等措施是達致公義社會的重要途徑。

## 會章宗旨
- 香港是根據中國憲法成立的特區，並以憲法、《基本法》、《港區國安法》和香港法律管治，民協支持上述憲制秩序。
- 擁護《基本法》、效忠特區，承認中華人民共和國是代表中國政府、擁護香港是國家不可分離的部分，支持全面落實「一國兩制」、「港人治港」及「高度自治」。
- 在符合國家安全和香港利益的前提下，爭取按《基本法》盡快落實特首和立法機關透過全面普及而平等選舉產生。
- 保持香港的繁榮穩定，促進香港的經濟發展。
- 使社會資源合理的分配，改善中下階層市民的生活素質。
- 最高理想和最終目標是實現一個公平公義而進步的社會，以有利於國家和香港的整體發展。
- 以「促進民主，改善民生」作為民協的行動指南。

## 發展歷史

### 八十年代
成立時期

1986年10月26日，由十一個壓力團體、居民團體及議員辦事處合組香港民主民生協進會，當中包括李永達的公共政策研究中心、陳立僑的民主公義協會、張家敏的新香港學會、馮檢基的深水埗民生關注組、王岸然北辰學社，為香港最早的參政組織之一。主要知名成員包括張家敏、陳偉業、黃仲棋、李永達、王岸然、黃富榮等人，創會時有十四位議員。由於當時香港社會氣氛對「黨」字甚為抗拒，令人想起中國共產黨與中國國民黨的黨爭，故以「會」字命名。民協曾與匯點、太平山學會並為民主派（今稱泛民主派）的三大組織。
1988年，民協積極投入爭取八八直選運動，並加入民主政制促進聯委會。民協其後派出多人參選八八、八九年之三級議員選舉，共31人成為各級議員。
籌組港同盟

1989年六四事件後，當時各團體皆認為要團結集結力量，在香港市民支援愛國民主運動聯合會籌組的同時，認為政黨與社會運動應分開，故民協、匯點、太平山學會等研究結盟或合組政黨的可能。其後，民協會員大會議決保留民協，但容許成員自行決定會否加入香港民主同盟。1990年4月23日，當時一半民協成員退出，與太平山學會、匯點成員合組港同盟，包括陳偉業，單仲偕等，對民協的衝擊很大。

### 九十年代
全盛時期

在分裂後，民協內部同意除了政策倡議外，基本上沒有足夠人力和物力處理覆蓋全港的工作，故馮檢基提出「蘇格蘭經驗」 -- 即集中有限資源在一個地區發展，以增加影響力。
1991年香港立法局選舉，立法局首次引入普選議席，馮檢基、羅祥國、周美德分別於九龍西及新界北競逐議席，結果馮檢基成功進入議會。而放棄繼續從衛生界功能組別參選，轉移到新界北選區參選的周美德不敵港同盟馮智活與匯點狄志遠、自民聯張漢忠、王志強兩個參選組合，以票數排名尾二的成績落敗。
末屆立法局政改方案與臨時立法會

彭定康在1992年上任香港總督之後，在當年的首份施政報告推出政改方案，內容包括改變最後一屆立法局的組成及取消所有區議會委任議席等。而彭定康政改方案掀起了中英爭拗，民協在堅持民主進程、嚴守九七前不改基本法的原則下推出民協政改方案，惜未獲立法局支持。儘管受到北京方面的強烈反對，彭定康的政改方案仍然成功在1994年6月30日獲民主派佔優的立法局通過，並在1995年香港立法局選舉中落實。中國政府以政改方案違反了《中英聯合聲明》、《基本法》和中英兩國的外交文件為由，不再承認「直通車」（即原來英中雙方協議，最後一屆立法局議員可全數過渡為特區第一屆立法會議員）。
1994年香港區議會選舉，民協在深水埗區議會21個議席中佔11個，取得過半數議席。
1995年香港立法局選舉，民協共取得四個立法局議席，連同九個市政局議席，廿八個區議會議席，為歷屆最多。其中立法局議席包括循地方直選的馮檢基及廖成利，以及選舉委員會的副主席羅祥國和市政局功能組別的黃大仙區議員莫應帆。其中廖成利更在九龍中選區擊敗民建聯主席曾鈺成。
1995年立法局選舉後，中方準備籌組臨時立法會，民協就立法會脫軌提出另類方案，務求令臨立會不用成立，惟未獲中英雙方接納。
1996年，馮檢基於人民大會堂公開遞交了港人反對廢法請願信予錢其琛副總理，其後在香港特別行政區籌委會上就臨立會成立上投下唯一的反對票，被魯平斥責不准再參選。年底，民協會員大會認為：㈠應貫徹民協一向在建制內外爭取民主與改善民生的策略；㈡確保有不同意見人士在議會中，爭取民主改善民生；㈢1995年以後彭督方案選出的立法會議員中，有16位持海外護照，在外國享有居留權，違反《基本法》第六十七條，立法局將難以乘直通車過渡九七；㈣大多數選民支持。因此，民協通過參與臨立會選舉決定，而四位成員包括馮檢基亦全數當選。
香港主權移交後

1998年香港立法會選舉，民協派出4人參選，結果悉數落敗，並未能取得議席。有論者認為與民協參選及加入臨立會有關，又有論者認為與選舉制度改為分區名單比例代表制有關。大敗後，民協檢討未來方向並建議加強在九龍西的地區民生工作。
1999年，成立職業訓練中心，營辦不同類別培訓課程，協助失業、轉行人士進修及轉職，自力更生。

### 千禧年代
2000年立法會選舉，馮檢基重回立法會，保一席位置。在主權移交後維持馮檢基一人在立法會代表民協，被稱爲「一人黨」。
政黨以外的發展

2002年，民協成立三行工人就業支援中心，以社會企業的模式營運，為失業工友創造就業機會，同時減低工程界「判上判」制度，令顧客可享經濟價格，工友收入亦不被剝削。曾舉辦「關愛扶弱翻新工程計劃」，得到一些商界、學界和專業人士的參與。計劃分為三部分：第一部分是以政府的最低工資聘請綜援、三行工人為西九龍區的長者家庭、殘障人士家庭和長期病患者家庭提供室內維修服務。當中康業服務有限公司會免費提供維修材料，建築師學會的專業人士會替有特別需要的家庭「度身」設計，維修工作則由民協三行工程公司負責。目的是讓住在殘舊樓宇內的弱勢家庭，可以得到住所內環境的改善。
同年成立社會服務中心，提供不同服務予弱勢社群，並推行環保項目，如家庭互助幼兒中心、兒童發展中心、食物回收助人計劃、樓宇復修支援計劃、社區團體計劃、家居源頭分類計劃等。民協社會企業有限公司的社企服務包括：三行工程、咖啡店、殯儀社企、清潔服務、舊衣回收、二手店、旅遊服務等，惟現時已獨立運作。
回歸後首次政改

2005年，時任行政長官曾蔭權提出政改方案，民協要求政府提出更民主的方案，時任人大常委曾憲梓指責馮檢基「食左老虎膽」。民協與政府談判到最後一分鐘，但政府拒絕讓步，民協最後投下反對票。
2007年香港區議會選舉，民協雄心壯志，意欲派出更多地區人士出選以爭取議席，更決心在深水埗區議會取得過半數議席，但在選舉前一刻，兩名現任區議員油尖旺許德亮、深水埗甄啟榮脫離民協變節轉投西九新動力，議席保不住原有的25席，並失去8席，尤其是在民協主要的工作地區深水埗，袛能守著九龍城和黃大仙區，而屯門區4名區議員中有兩人連任失敗，包括：富新戴賢招和悅湖官東榮，其後轉投建制陣營，民協在屯門區的勢力大大削弱。2007年區選失利後，出任了主席18年的馮檢基引咎辭職，依會章由副主席廖成利署理主席一職。
2008年立法會選舉，在黃毓民參選及被公民黨及民主黨加入夾擊的情況下，馮檢基成功保住其在九龍西的立法會議席。

### 一零年代
2010年，民協與民主黨、一眾溫和民主派學者組織普選聯，向政府爭取更進步的政改方案。
2012年香港立法會選舉中，民協派出馮檢基出選超級區議員，主席廖成利及許錦成則分別出選新界西及九龍東。但其後鑑於選舉形勢，民協決定撤回新界西及九龍東名單，並改為協助馮檢基及副主席譚國僑出選九龍西。惟最終譚國僑落敗，失去民協保持12年的九龍西議席。而馮檢基成功在區議會（第二）功能界別勝出，維持民協在立法會的一席，期間馮檢基曾擔任立法會泛民會議飯盒會召集人。
2013年3月21日，民協聯同其他泛民主派政黨及團體成立真普選聯盟。
傘運後的選舉

2015年11月的區議會選舉，為雨傘運動後首次全港性選舉。民協目標除了保住現有16個議席外，更於個別新劃選區派出代表參選，如啟晴選區的李庭豐、南昌東選區的何啟明等，合共26人，最終18人當選，當選率69.23%。時任立法會議員馮檢基去屆以稍多於50%的得票成功連任，今次選舉遭到工聯會派出25歲「小花」陳穎欣挑戰，而馮的前黨友黃仲祺在選舉期突然加入戰團，馮在受到工聯會和前黨友「鎅票」的夾擊下，以99票之差敗於陳穎欣，結束15年區議員生涯，成為兩位在區議會選舉中「落馬」的泛民立法會議員之一（另一位為何俊仁），意味著兩位不能再循「超級區議會」參選下屆立法會選舉。根據網台主持賄選案（案件編號：DCCC1084/15）庭上證供表示，有人支持傳統泛民及建制派外的人到麗閣選區參選。
2016年香港立法會選舉中，黨團召集人譚國僑再次出選九龍西，馮檢基因未能參與超級區議會界別，而出選新界西，另外派出何啟明出選超級區議員。及後何啟明於投票日前公佈棄選，由於法例規定提名有效後不能退選，故實質為停止其選舉工程作放棄競選。最終今屆民協各區得票比上屆更低，九龍西選區得票由上屆排第六位跌至第八位，不單九龍西輸給劉小麗和游蕙禎兩位新人，馮檢基亦未能在新界西贏出和被前區局議員梁志祥擊敗，全軍覆沒，繼1998年後再次失去立法會議席，變回地區政治團體。民協出現黨員紛紛退黨潮，包括區議員退黨及轉投民主黨。第四任主席莫嘉嫻為選舉失利辭去主席，之後更因不滿馮檢基決意「永續參選」而正式退黨，惟前屯門區議員嚴天生向黨員發公開信，炮轟莫嘉嫻稱有六名區議員退黨因與她想法相近，並非事實，又質疑她在去年立法會九龍西選舉中令民協分裂，促請她不要再令民協受傷更深。
立法會議員被DQ後的補選

2018年3月香港立法會補選，馮檢基欲戰此場補選，故參與2018年香港立法會補選民主派初選，結果排名第二（23.52分）落選。2018年馮檢基宣佈退黨，並稱成立壓力團體。
2018年11月，馮檢基在退出民協後自行參加11月另一次立法會補選。期間被傳媒《蘋果日報》報道揭發，指馮檢基多年來勾連左派資金。馮檢基召開記者會及民協在社交平台發表聲明：親中派商人葉國華以往的個人捐款是捐款給民協，並非馮檢基個人收取，全數用作支持民協會務發展及地區工作，強調不接受任何人士的捐款是帶有任何條件。

2019年修例風波後的選舉

2019年區議會選舉，民協派出21人參選，除往年有派人參選的深水埗、屯門及黃大仙外，亦派人於觀塘區參選。為馮檢基退黨後，民協面臨的首場大型選舉。最後有19人當選，當選率達90%，其中11人於「老巢」深水埗當選，民協連同友好繼2003年後再次於深水埗區議會取得過半議席，繼2007年後再次控制深水埗區議會，繼續成為深水埗區議會第一大黨。

### 二零年代
2020年香港立法會選舉中，民協黨內初選於6月13日接受報名，其後召開記者會，宣布黨內大會中通過副主席、深水埗區議員何啟明出選九龍西，而主席、黃大仙區議員施德來則出選九龍東，兩人並會參與民主派初選協調。主席施德來提到不排除因應DQ及其他情況下，派出其他候選人參選，但暫不便透露具體人選。在民主派初選方面，民協在何啟明的一方較為重本。結果在初選中，只有何啟明僅僅受惠於紙張得票較多而取得最後一席的出線資格，而施德來更加在六名參選人中敬陪末席。最終，行政長官林鄭月娥於2020年7月30日宣佈，因疫情日益嚴峻並引述民調稱有過半數市民認同要延後2020年立法會選舉，決定行駛《緊急情況規例條例》，取消原定於2020年9月6日舉行選舉，原先所有程序作廢。並將第七屆立法會換屆選舉延後一年至2021年9月5日舉行（其後中央改革選舉制度，2021年立法會選舉由9月5日押後至12月19日）。
捲入初選47人案

2021年香港民主派初選大搜捕事件中，分別參選九龍東的施德來及九龍西的何啟明，於2021年1月6日突然在家被捕並不准保釋，直於2月28日被正式起訴《港區國安法》顛覆國家政權罪。經過一輪審訊後，兩人同時為3月4日獲准保釋的15人之內，不過律政司隨即提出覆核，兩人需要繼續還押至3月15日。因覆核被高等法院駁回而獲准保釋。兩人在翌日晚上請辭主席及副主席，不過保留民協成員身份。執委會暫時委任楊彧為署理主席及利瀚庭為署理副主席。
2021年3月，多個政黨宣佈停止參與民陣工作，民協在13日晚亦於facebook發聲明，基於現時政治氣氛及形勢，民協執委會決定，未來將不參與民間人權陣線的工作及會議。
區議員宣誓風波

2021年7月，政府為全面落實《香港國家安全法》及「愛國者治港」方針，特意為2020-2023年度區議員增設宣誓儀式，要求區議員宣誓擁護《基本法》以及效忠香港特別行政區，同時向傳媒放風，表示已訂立「負面清單」，並已收集及審查各區議員一直以來的行為舉止，若區議員一旦曾作出清單中的行為項目，被視為違反《國安法》判刑，即使冒險宣誓都會被判無效，即時喪失議員資格，甚至要追回任內全數薪金及營運津貼，結果引發區議員辭職潮，當中民協剩餘八名區議員未有請辭，其後有兩位退出民協。2021年9至10月，香港區議員宣誓儀式分批舉行，民協六名區議員全數宣誓有效，沒有作出「反中亂港」行為，可繼續保留議員身份。宣誓風波為一眾議員增添無形壓力，不同於西方社會對宣誓儀式的慣例，監誓人不只宣誓人在宣誓儀式的表現，而同時參考宣誓人以往的言行，如監誓人覺得這些言行不符合誓詞要求，就將判定為宣誓無效及不得重新宣誓，除喪失議員資格，並有違反《國安法》的法律後果。
國安法下的民協

2021年8月中旬，《港區國安法》實施對香港各個政治組織迎來衝擊，不少政黨或組織宣佈解散。民協舉行特別會員大會，探討組織未來和確定定位，並通過了修改會章。在「宗旨」部分訂明：香港是根據中國憲法成立的特區，以《憲法》、《基本法》、《港區國安法》及香港法律管治，民協支持上述的憲制秩序。民協擁護《基本法》、效忠特區，承認中華人民共和國是代表中國政府、擁護香港是國家不可分離的部分，並支持全面落實「一國兩制」、「港人治港」及「高度自治」。促進民主方面，黨章列明在符合國家安全和香港利益的前提下，爭取按《基本法》承諾盡快落實特首及立法機關透過全面普及而平等選舉產生。新版本會章強調了現今香港情況，以及憲法已列明的條文，被外界解讀為民協冀就組織立場和中港關係展示更清晰定位，並規管組織及會員不會違反《港區國安法》新訂立的法律條文。
愛國者治港原則後首場立法會選舉

2021年10月14日晚，民協召開特別會員大會，討論是否參選12月的立法會選舉。署理主席楊彧表示，是次選舉將參考以往一貫做法，開放給會員報名參選，不會設置任何特別門檻。如會員希望參選，可截止日期前填寫和遞交報名表格，執委會再處理申請，包括考慮報名者是否能代表民協、民協資源是否足夠支援等。他又提到，有關大會暫時未有討論派出何人參選問題。楊彧又指，以往參選人數「一個起兩個止」，因本身已難支援多人參選，再加上有不少區議員辭職，能協助選舉的資源大打折扣。10月23日，民協在社交網站指，執委會沒有收到黨員報名參選立法會選舉。何啟明及施德來因牽涉違反《港區國安法》的案件，在起訴後的保釋待審期間不得作出任何表態及參與選舉，故延後一年的立法會選舉沒有再表態是否仍有興趣參選。
完善選舉制度後的首場區議會選舉

2023年香港區議會選舉為特區政府完善選舉制度後的首場區議會選舉，並稱為完善制度的最後一環選舉，選舉方式和區議會組成已大幅修改。提名期內，民協有意參選的成員未能獲得「三會（分區委員會、地區撲滅罪行委員會及地區防火委員會的合稱）」九名委員提名參選，故沒有成員可參選今屆區議會選舉。其後特首亦沒有委任民協成員為委任區議員，為民協成立以來首次在區議會得0席。
現時結構

民協早期的構成，成員多來自壓力團體及居民團體，主要向基層提供服務、推崇民間共議改善社區，並鼓勵地區領袖參選議會，代表自身及該區居民，故民協有不少成員出身自基層，甚至是家庭主婦，政治立場不特別鮮明。從地區居民組織開始，到爭取改善社區，後來當選成為議員，例子有王桂雲、戴遠名、吳寶珊、江鳳儀等。由於歷年來香港政治發展變化，以及議會面臨專業化、其他新成立政黨鮮明立場和強大的挑戰，大多有關基層背景出身的成員已退出、失去議席或成為建制派。現時民協成員中，仍有不少為註冊社工、執業律師及擁有認可調解員專業資格，為區內居民提供服務。

## 歷屆選舉結果
| 選舉 | 民選得票 | 民選得票比例 | 地方選區議席 當選成員姓名（選區）   | 功能界別議席 當選成員姓名（界別）       | 總議席 | +/- |
| 1988 |          |              | 0席                                 | 1席 周美德 (衛生服務界)                 | 1 / 60 | 1 ▲ |
| 1991 | 60,770   | 4.44%        | 1席 馮檢基 (九龍西)                 | 0席                                     | 1 / 60 | 0 ━ |
| 1995 | 87,072 ▲ | 9.50% ▲      | 2席 馮檢基 (九龍西) 廖成利 (九龍中) | 2席 莫應帆 (市政局) 羅祥國 (選舉委員會) | 4 / 60 | 3 ▲ |

| 選舉 | 民選得票 | 民選得票比例 | 地方選區議席 當選成員姓名（選區） | 功能界別議席 當選成員姓名（界別）     | 總議席 | +/- |
| 1998 | 59,034 ▼ | 3.99% ▼      | 0席                               | 0席                                   | 0 / 60 | 4 ▼ |
| 2000 | 62,717 ▲ | 4.75% ▲      | 1席 馮檢基 (九龍西)               | 0席                                   | 1 / 60 | 1 ▲ |
| 2004 | 74,671 ▲ | 4.18% ▼      | 1席 馮檢基 (九龍西)               | 0席                                   | 1 / 60 | 0 ━ |
| 2008 | 42,211 ▼ | 2.79% ▼      | 1席 馮檢基 (九龍西)               | 1席 張國柱 (社會福利界) *2010退出民協 | 1 / 60 | 0 ━ |
| 2012 | 30,634 ▼ | 1.69% ▼      | 0席                               | 1席 馮檢基 (區議會II)                 | 1 / 70 | 0 ━ |
| 2016 | 33,255 ▲ | 1.53% ▼      | 0席                               | 0席                                   | 0 / 70 | 1 ▼ |
| 2021 | 不適用   | 不適用       | 0席                               | 0席                                   | 0 / 70 | 0 ━ |

| 選舉 | 民選得票 | 民選得票比例 | 市政局議席 | 區域市政局議席 | 總議席 | +/- |
| 1989 | 21,243   | 9.99%        | 2          | 2              | 4 / 27 | 4 ▲ |
| 1991 | 21,033 ▼ | 5.37% ▼      | 2          | 0              | 2 / 27 | 2 ▼ |
| 1995 | 38,918 ▲ | 6.98% ▲      | 5          | 3              | 8 / 59 | 6 ▲ |

| 選舉 | 民選得票 | 民選得票比例 | 民選議席 | 委任議席 | 當然議席 | 總議席   | +/-  |
| 1988 | 65,338 ━ | 10.25% ━     | 27       | 0        | 0        | 27 / 462 | 27 ━ |
| 1991 | 27,979 ▼ | 5.26% ▼      | 15       | 0        | 0        | 15 / 441 | 12 ▼ |
| 1994 | 47,740 ▲ | 6.95% ▲      | 29       | 不適用   | 0        | 29 / 373 | 14 ▲ |
| 1999 | 38,119 ▼ | 4.70% ▼      | 19       | 0        | 0        | 19 / 519 | 10 ▼ |
| 2003 | 53,264 ▲ | 5.07% ▲      | 25       | 0        | 0        | 25 / 529 | 6 ▲  |
| 2007 | 52,386 ▼ | 4.60% ▼      | 17       | 0        | 0        | 17 / 534 | 8 ▼  |
| 2011 | 45,453 ▼ | 3.85% ▼      | 15       | 0        | 0        | 15 / 507 | 2 ▼  |
| 2015 | 55,275 ▲ | 3.82% ▼      | 18       | 不適用   | 0        | 18 / 458 | 3 ▲  |
| 2019 | 77,099 ▲ | 2.64% ▼      | 19       | 不適用   | 0        | 19 / 479 | 1 ▲  |
| 2023 | 不適用   | 不適用       | 0        | 0        | 0        | 0 / 470  | 19 ▼ |

## 成員

### 中央常務委員/執行委員會
| 任期                  | 主席                         | 副主席                   | 副主席          | 委員                                                                              |  |
| --------------------- | ---------------------------- | ------------------------ | --------------- | --------------------------------------------------------------------------------- |  |
| 1986－1988            | 陳立僑                       | 馮檢基                   | 李永達          |                                                                                   |  |
| 1989－2007            | 馮檢基                       | 梁廣昌 → 陳偉業 → 廖成利 | 羅祥國 → 嚴天生 |                                                                                   |  |
| 2007－2015            | 廖成利                       | 譚國僑                   | 任國棟          |                                                                                   |  |
| 2016                  | 莫嘉嫻                       | 譚國僑                   | 施德來          |                                                                                   |  |
| 2016－2017 2018－2019 | 施德來                       | 何啟明                   | 楊彧            | 黃虹銘(秘書長)、甄紹南(司庫)、 江貴生、譚國僑、梁有方、許錦成、嚴天生             |  |
| 2020－2021            | 施德來 → 楊彧（署理） → 懸空 | 何啟明 → 利瀚庭（署理）  | 楊彧 → 懸空     | 黃虹銘(秘書長)、甄紹南(司庫)、 譚國僑、許錦成、李庭豐、徐溢軒、陳燦生             |  |
| 2022－2023            | 廖成利                       | 李庭豐                   |                 | 黃虹銘(秘書長)、甄紹南(司庫)、 許錦成、覃德誠、李炯、楊彧、譚國僑、利瀚庭、江貴生 |  |
| 2024－2026            | 廖成利                       | 李庭豐(兼任秘書長)       |                 | 甄紹南(司庫)、利瀚庭、 許錦成、周啟廉、李炯、譚國僑                               |  |

### 區議員
2023年香港區議會選舉中，民協未能成功獲得九名「三會」委員提名參選，沒有成員可參選今屆區議會選舉。其後特首沒有委任民協成員為委任區議員，為民協成立以來首次在區議會得0席。
2019年香港區議會選舉中，香港民主民生協進會在4個區議會中派出21位候選人，獲得19個議席，而當中11名議員於2021年7月辭任，另有2名議員退出民協。
| 區議會       | 代號 | 選區                 | 姓名   | 議員辦事處                          | 備註                                                                                              |
| ------------ | ---- | -------------------- | ------ | ----------------------------------- | ------------------------------------------------------------------------------------------------- |
| 深水埗區議會 | F01  | 寶麗                 | 麥偉明 | 元州邨元慧樓地下4號                 | 於2021年8月退出民協                                                                               |
| 深水埗區議會 | F05  | 南昌東               | 何啟明 | 石硤尾邨19座地下133室               | 2020年1月1日至2021年7月11日在任，於2021年7月辭任                                                  |
| 深水埗區議會 | F06  | 南昌南               | 李庭豐 | 大埔道68號南都大廈3字樓9室          |                                                                                                   |
| 深水埗區議會 | F08  | 南昌西               | 衛煥南 | 南昌邨昌賢樓地下9室                 | 2020年1月1日至2021年7月7日在任，於2021年7月辭任                                                   |
| 深水埗區議會 | F10  | 麗閣                 | 李炯   | 麗閣邨麗芙樓地下14室                | 2020年1月1日至2021年7月7日在任，於2021年7月辭任                                                   |
| 深水埗區議會 | F11  | 幸福                 | 徐溢軒 | 幸福邨福月樓地下10號                | 2020年1月1日至2021年7月8日在任，於2021年7月辭任                                                   |
| 深水埗區議會 | F14  | 荔枝角南             | 楊彧   | 海麗邨海禧樓地下4B室                | 民協署理主席。曾任深水埗區議會主席，2020年1月1日至2021年7月8日在任，於2021年7月辭任               |
| 深水埗區議會 | F18  | 荔枝角北             | 覃德誠 | 長沙灣順寧道501-511號永寧大廈1樓9室 | 深水埗區議會主席                                                                                  |
| 深水埗區議會 | F19  | 元州                 | 利瀚庭 | 元州邨元泰樓地下B2室                | 民協署理副主席、深水埗區議會、民協最年輕的當選者。2020年1月1日至2021年7月7日在任，於2021年7月辭任 |
| 深水埗區議會 | F21  | 李鄭屋               | 江貴生 | 李鄭屋邨禮讓樓平台102室             | 2020年1月1日至2021年7月8日在任，於2021年7月辭任                                                   |
| 深水埗區議會 | F25  | 南山、大坑東及大坑西 | 譚國僑 | 大坑東邨東成樓地下3號               | 2020年1月1日至2021年7月7日在任，於2021年7月辭任                                                   |
| 黃大仙區議會 | H09  | 東美                 | 施德來 | 東頭邨偉東樓地下11B室               | 2020年1月1日至2021年7月8日在任，於2021年7月辭任                                                   |
| 黃大仙區議會 | H14  | 竹園南               | 許錦成 | 竹園南邨華園樓地下117室             | 曾任黃大仙區議會主席。2020年1月1日至2021年7月7日在任，於2021年7月辭任                             |
| 黃大仙區議會 | H21  | 彩雲東               | 廖成利 | 彩雲邨景新樓地下107室               |                                                                                                   |
| 屯門區議會   | L03  | 安定                 | 江鳳儀 | 安定邨定龍樓103室地下               | 於2021年7月退出民協                                                                               |
| 屯門區議會   | L15  | 悅湖                 | 黃虹銘 | 悅湖商場144號舖                     |                                                                                                   |
| 屯門區議會   | L16  | 兆禧                 | 甄紹南 | 湖景邨湖畔樓9號地下                 |                                                                                                   |
| 屯門區議會   | L17  | 湖景                 | 周啟廉 | 湖景邨湖畔樓地下10號                |                                                                                                   |
| 屯門區議會   | L18  | 蝴蝶                 | 楊智恒 | 蝴蝶邨蝶舞樓地下134A室              | 2020年1月1日至2021年7月8日在任，於2021年7月辭任                                                   |

參選深水埗區議會(F20蘇屋)陳銘基及觀塘區議會(J09雙順)梁漢祺落敗。
2016年至2019年，香港民主民生協進會在5個區議會共有18個議席，議員包括：
| 區議會   | 代號 | 選區                 | 姓名   | 備註           |
| -------- | ---- | -------------------- | ------ | -------------- |
| 油尖旺區 | E16  | 油麻地北             | 林健文 | 選舉後退出民協 |
| 深水埗區 | F01  | 寶麗                 | 梁有方 |                |
| 深水埗區 | F05  | 南昌東               | 何啟明 |                |
| 深水埗區 | F08  | 南昌西               | 衛煥南 |                |
| 深水埗區 | F11  | 幸福                 | 鄒穎恆 | 選舉後退出民協 |
| 深水埗區 | F12  | 荔枝角南             | 楊彧   |                |
| 深水埗區 | F17  | 荔枝角北             | 覃德誠 |                |
| 深水埗區 | F19  | 李鄭屋               | 江貴生 |                |
| 深水埗區 | F22  | 南山、大坑東及大坑西 | 譚國僑 |                |
| 深水埗區 | F23  | 龍坪及上白田         | 吳美   | 選舉後退出民協 |
| 九龍城區 | G02  | 馬坑涌               | 黎廣偉 | 選舉後退出民協 |
| 九龍城區 | G07  | 嘉道理               | 蕭亮聲 | 選舉後退出民協 |
| 九龍城區 | G11  | 宋皇臺               | 楊振宇 | 選舉後退出民協 |
| 黃大仙區 | H09  | 東美                 | 施德來 |                |
| 黃大仙區 | H14  | 竹園南               | 許錦成 |                |
| 屯門區   | L04  | 安定                 | 江鳳儀 |                |
| 屯門區   | L16  | 兆禧                 | 甄紹南 |                |
| 屯門區   | L18  | 蝴蝶                 | 楊智恒 |                |

民協在5個區議會共有16個議席，議員包括
| 區議會   | 代號 | 選區           | 姓名（2012-2015） | 備註   |
| -------- | ---- | -------------- | ----------------- | ------ |
| 油尖旺區 | E16  | 京士柏         | 林健文            | [ 26 ] |
| 深水埗區 | F01  | 寶麗           | 梁有方            |        |
| 深水埗區 | F04  | 石硤尾及南昌東 | 秦寶山            |        |
| 深水埗區 | F07  | 南昌西         | 衛煥南            |        |
| 深水埗區 | F09  | 麗閣           | 馮檢基            |        |
| 深水埗區 | F10  | 幸福           | 覃德誠            |        |
| 深水埗區 | F11  | 荔枝角南       | 黃志勇            |        |
| 深水埗區 | F21  | 龍坪及上白田   | 吳美              |        |
| 九龍城區 | G01  | 馬頭圍         | 莫嘉嫻            |        |
| 九龍城區 | G07  | 嘉道理         | 蕭亮聲            |        |
| 九龍城區 | G11  | 啟德           | 楊振宇            |        |
| 九龍城區 | G19  | 紅磡           | 任國棟            |        |
| 黃大仙區 | H09  | 東美           | 莫應帆            |        |
| 黃大仙區 | H14  | 竹園南         | 許錦成            |        |
| 屯門區   | L04  | 安定           | 江鳳儀            |        |
| 屯門區   | L16  | 兆禧           | 嚴天生            |        |

民協在4個區議會共有16個議席，議員包括
| 區議會   | 代號 | 選區                 | 姓名   | 備註 |
| -------- | ---- | -------------------- | ------ | ---- |
| 深水埗區 | F01  | 寶麗                 | 梁有方 |      |
| 深水埗區 | F04  | 石硤尾及南昌東       | 譚國僑 |      |
| 深水埗區 | F07  | 南昌西               | 衛煥南 |      |
| 深水埗區 | F08  | 富昌                 | 黎慧蘭 |      |
| 深水埗區 | F09  | 麗閣                 | 馮檢基 |      |
| 深水埗區 | F10  | 元州                 | 覃德誠 |      |
| 深水埗區 | F11  | 荔枝角南             | 黃志勇 |      |
| 深水埗區 | F20  | 南山、大坑東及大坑西 | 王桂雲 |      |
| 深水埗區 | F21  | 龍坪及上白田         | 吳美   |      |
| 九龍城區 | G01  | 馬頭圍               | 莫嘉嫻 |      |
| 九龍城區 | G11  | 啟德                 | 廖成利 |      |
| 九龍城區 | G19  | 紅磡                 | 任國棟 |      |
| 黃大仙區 | H09  | 東美                 | 莫應帆 |      |
| 黃大仙區 | H14  | 竹園南               | 許錦成 |      |
| 屯門區   | L04  | 安定                 | 江鳳儀 |      |
| 屯門區   | L16  | 兆禧                 | 嚴天生 |      |

### 退黨成員
- 莫嘉嫻：前黃大仙及九龍城區議員，2015年選舉失敗，在2017年中退黨，並在2017年底轉投民主黨[27]，2020年轉區重奪議席，於2021年7月辭任。
- 黎廣偉：前九龍城區議員，在2017年初退黨，並在2017年中轉投民主黨，於2021年7月辭任。
- 鄒穎恒：前深水埗區議員，在2017年初退黨，並在2018年初轉投民主黨，於2021年7月辭任。
- 吳寶珊：前油尖旺區議員，選舉失敗後一直擔任助理，至2017年離開民協。退出後不時參與公民黨活動。
- 蕭亮聲：前九龍城區議會主席及議員，早年已有意離開民協，於2016年底正式退黨，並在2017年初轉投民主黨，於2021年7月辭任區議員。
- 黃永傑：前九龍城區議員，為蕭亮聲議員辦事處助理，同為民協何文田社區主任，於2016年底退黨，並在2017年初轉投民主黨，繼續在何文田邨工作，在2020年奪得九龍城區議會議席，於2021年7月辭任。
- 林健文：油尖旺區議會主席，在2016年底退黨。
- 歐陽東：2015年區議會選舉民協參選人，選舉後辭去職務，繼續參與社會運動。
- 任國棟：九龍城區議員，於2015年選舉失敗後退出民協，並在2017年中轉投民主黨[28]，2020年轉區重奪議席，2021年9月因被認定宣誓無效遭取消區議員資格。
- 張國柱：轉投工黨。
- 王岸然：因不滿民協參與臨時立法會，與區玉霞等組建社會民主陣線，現時為時事評論員。
- 歐玉霞：前觀塘區議員，曾擁有民協和港同盟雙重會籍，退出民協後一直都是民主黨成員，到2007年因癌症逝世。
- 鄧世就：因不滿民協參與臨時立法會，與區玉霞等組建社會民主陣線。
- 嚴鎮明：因不滿民協參與臨時立法會，與區玉霞等組建社會民主陣線。
- 李永達：民協創會成員，之後轉投港同盟和民主黨。
- 陳偉業：民協創會成員，90年因加入港同盟而退出民協，後來再轉投社民連及人民力量。2017年，回流溫哥華定居。[29]在2019年6月9日，他在當地出席反對《逃犯條例》集會，認為條例「足以毀滅香港法治」。[30]
- 黃國桐：九龍城區議員，前黃大仙區議員，曾為民主黨成員，在2020年轉區重奪議席。
- 甄啟榮：前深水埗區議員，因白田公共圖書館遷往石硤尾邨一事而選擇退出民協，其後甄啟榮2008年曾支持梁美芬參選立法會，及後更於2015年加入經民聯成為建制派一員，但後來因白田商場清拆一事而選擇退出經民聯，政治立場開始轉向中間派，更在2018年2月先在深水埗區議會房屋事務委員會自行辭去主席一職，以反對廢除委員會主席每2年重選的一貫做法。此後甄啟榮開始多次支持泛民主派議員的動議，更不時一同行動，包括全力聲援「反送中」行動，亦以自己深水埗區議會房屋事務委員會主席身份，批准在會內討論及通過「反送中」動議。2019年區議會選舉，甄啟榮重新以獨立民主派身份爭取及成功連任，更稱曾加入建制派是遺憾一生[31]，於2021年7月辭任。
- 丁衍華：1995年退黨，至2006年時與多名葵青區民主派區議員合組葵青民生動力。2012年時成立城鄉居民共和協會（英语：Third Force (Hong Kong)），但在2019年後，與朱凱廸團隊地區工作者重新在社區工作。

- 張家敏：後成為全國政協委員。
- 羅祥國：轉投公民力量及新世紀論壇。
- 區能發：轉投公民力量及新民黨。
- 朱耀華：曾加入自由黨，期後退出，2013年轉投新民黨，2017年跟隨田北辰退出新民黨，並與田北辰連同其餘五名新界西區議員，七人組成實政圓桌。
- 許德亮：油尖旺區議員，2007年選舉後加入西九新動力，2022年加盟工聯會。
- 張文韜：2000年退黨，當時只加入了9個月。2002年轉投民建聯，2008年轉職任發展局政治助理至2012年。
- 陳少棠：前油尖旺區議員(佐敦西)，轉投民建聯多年，2011年及2015年兩屆區選後皆未獲支持，未能角逐油尖旺區議會主席一職，終於2016年退出民建聯，及後轉投經民聯，2019年選舉落敗。
- 戴賢招：前屯門區議員(富新)，2007年選舉失敗後轉投何君堯陣營，並繼續四出參選區議會選舉，2011年及2015年兩屆區選後皆未獲支持。
- 官東榮：前屯門區議員(悅湖)，2007年選舉失敗後轉投何君堯陣營，並繼續四出參選區議會選舉，2011年、2015年及2019年三屆區選後皆未獲支持。
- 梁廣昌：稱不滿民協參與臨時立法會，之後又有加入民權黨及民主倒董力量、社民連，後期政治立場大幅轉變，成立葵青民生動力。
- 陳笑文：前葵青區議員(青衣邨)，從1991年起於此區工作。2015年區議會選舉被時任長安選區候選人的青年新政黃俊傑揭發，他有建制組織「福建社團聯會」推薦連任，當時令外界質疑陳笑文已由泛民主派轉投建制派陣營，2019年選舉落敗。
- 楊振宇：九龍城區議員(宋皇臺)，在2016年底退黨。2021年6月退出民主派群組，投票意轉向建制。
- 陸嘉名：2021年加入紫荊黨
- 麥偉明：深水埗區議員(寶麗)，於2021年7月退出民協，不滿黨內不同意其妻子吳美參選區議會主席。[32]2021年8月區議會大會，麥氏夫婦就建制倡區會委員會職能加愛國教育投下贊成票。
- 吳美(龍坪及上白田)：深水埗區議員，在2017年初退黨。2021年8月區議會大會，麥氏夫婦就建制倡區會委員會職能加愛國教育投下贊成票。

- 黃志勇：前深水埗區議員，於2015年完成任期後不爭取連任，並退出民協重返社福界工作。[33]
- 馮檢基：前立法會議員，前深水埗區議員（麗閣），於2018年退出民協。現立場處於中間偏向建制。
- 江鳳儀：屯門區議員(安定)，於2021年7月退出民協，消息指不滿黨內不支持其參選區議會主席。[34]

## 參见
- 香港政治
- 民主派

## 外部連結
- 香港民主民生協進會（页面存档备份，存于）